# Roitzsch
Roitzsch è una frazione della città tedesca di Sandersdorf-Brehna, nella Sassonia-Anhalt.

Conta (2006) 2 591 abitanti.

## Storia
Roitzsch costituì un comune autonomo fino al 1º luglio 2009.